# Grande Fratello (sedicesima edizione)
La sedicesima edizione del reality show Grande Fratello è andata in onda in diretta in prima serata su Canale 5 dall'8 aprile al 10 giugno 2019. È durata 64 giorni, ed è stata condotta per la quinta volta da Barbara D'Urso, affiancata dagli opinionisti Iva Zanicchi e Cristiano Malgioglio (quest'ultimo già opinionista della quattordicesima e della quindicesima edizione).
Le vicende dei concorrenti sono state trasmesse da Canale 5 ogni lunedì in prima serata (ad eccezione della terza puntata, trasmessa di martedì), mentre la trasmissione delle strisce quotidiane nel day-time è stata affidata a Canale 5 e ad Italia 1 dal lunedì al venerdì. Inoltre la diretta è stata visibile su La5 in due fasce orarie, su Mediaset Extra e in streaming su Mediaset Play.
Ulteriori pillole sono state mandate in onda anche su La5 e nei vari rotocalchi di Canale 5, quali Mattino Cinque, Verissimo, Pomeriggio Cinque, Domenica Live e Live - Non è la d'Urso.
Come accaduto nella precedente edizione, a varcare la soglia della porta rossa sono stati anche personaggi già noti al pubblico per aver partecipato ad alcuni programmi televisivi o per essere "parenti" o "ex fidanzati" di persone famose, ad esempio il concorrente Cristian Imparato ha vinto la prima edizione del programma "Io canto". andata in onda su Canale 5.
Per la prima volta nella storia del programma il numero di concorrenti che hanno raggiungiunto il giorno finale della competizione è di sette concorrenti; di questi, però, solo cinque sono stati considerati ufficialmente finalisti.
L'edizione è stata vinta da Martina Nasoni, che si è aggiudicata il montepremi di 100 000 €.

## La casa
La location utilizzata per quest'edizione era strutturata similmente a quella dell'edizione precedente, composta all'interno dalla casa classica comunicante, tramite una porta che solo il Grande Fratello può aprire, e tramite delle finestre, con un'ala arredata a tema campeggio che sostituisce i Lido Carmelita: il Camping Carmelita, dove risiedono i concorrenti che perdono le prove settimanali.
Oltre al Camping Carmelita, era stata svelata anche un'ala denominata il Castello della Baronessa D'Ursenstein che si apre sul salotto della casa.

## IlGrande Ranch
Il 3 aprile 2019, a cinque giorni dall'inizio del programma, quattro probabili concorrenti sono stati rinchiusi in un casale immerso nella campagna laziale vicino a Tivoli, in attesa di conoscere il proprio destino. I ragazzi rinchiusi, sono: Audrey Chabloz, Angela Losito, Erica Piamonte e Daniele Dal Moro.
Nel Grande Ranch i quattro concorrenti sono stati ripresi quotidianamente mentre svolgevano varie attività legate alla campagna e pur rimanendo isolati hanno potuto interagire con l'esterno attraverso le pagine social del Grande Fratello. La convivenza era stata raccontata dalla conduttrice Barbara D'Urso attraverso Pomeriggio Cinque e Domenica Live.

## Concorrenti
L'età dei concorrenti si riferisce al momento dell'ingresso nella casa.
| Concorrente        | Età     | Professione             | Luogo di nascita        | Stato                |
| ------------------ | ------- | ----------------------- | ----------------------- | -------------------- |
| Martina Nasoni     | 21 anni | Tatuatrice              | Terni                   | Vincitrice           |
| Enrico Contarin    | 26 anni | Commesso                | Bessica                 | Secondo classificato |
| Gianmarco Onestini | 22 anni | Studente                | Castel San Pietro Terme | Terzo classificato   |
| Daniele Dal Moro   | 28 anni | Modello                 | Verona                  | Quarto classificato  |
| Gennaro Lillio     | 27 anni | Modello                 | Napoli                  | Quinto classificato  |
| Erica Piamonte     | 30 anni | Commessa                | Campi Bisenzio          | Eliminata            |
| Francesca De André | 29 anni | Personaggio TV          | Genova                  | Eliminata            |
| Michael Terlizzi   | 32 anni | Preparatore atletico    | Milano                  | Eliminato            |
| Valentina Vignali  | 27 anni | Cestista                | Rimini                  | Eliminata            |
| Ilio "Kikò" Nalli  | 48 anni | Parrucchiere            | Sabaudia                | Eliminato            |
| Serena Rutelli     | 29 anni | Estetista               | Roma                    | Eliminata            |
| Gaetano Arena      | 22 anni | Modello                 | Napoli                  | Eliminato            |
| Mila Suarez        | 31 anni | Modella                 | Casablanca              | Eliminata            |
| Jessica Mazzoli    | 27 anni | Cantante                | Olbia                   | Ritirata             |
| Cristian Imparato  | 23 anni | Cantante                | Palermo                 | Eliminato            |
| Ivana Icardi       | 23 anni | Personaggio TV          | Rosario                 | Eliminata            |
| Ambra Lombardo     | 33 anni | Insegnante              | Modica                  | Eliminata            |
| Audrey Chabloz     | 26 anni | Hostess                 | Aosta                   | Eliminata            |
| Angela Losito      | 28 anni | Conduttrice radiofonica | Bari                    | Eliminata            |

### Ospiti
| Ospiti             | Professione                 | Permanenza   | Luogo di nascita | Segreto/Missione |
| ------------------ | --------------------------- | ------------ | ---------------- | --- |
| Alberico Lemme     | Dietologo, farmacista       | Giorni 8-22  | Chieti           | Segreto: fingere di essere un concorrente ufficiale del Grande Fratello. Ma in realtà essere solo ospite a tempo indeterminato all'interno della casa. Missione: agevolare la formazione di coppie nella casa.                                    |
| Guendalina Canessa | Personaggio TV              | Giorni 22-36 | Firenze          | Segreto: fingere di essere un concorrente ufficiale del Grande Fratello. Ma in realtà essere solo ospiti a tempo indeterminato all'interno della casa. Missione: Guendalina deve far finta di essere molto interessata ad Enrico e "conquistarlo" |
| Vladimir Luxuria   | Personaggio TV, ex politica | Giorni 43-50 | Foggia           | Missione: Interagire con i membri della casa e creare scompiglio |
| Taylor Mega        | Influencer                  | Giorni 50-57 | Udine            | Missione: Interagire con i membri della casa e creare scompiglio |

## Tabella delle nomination
Legenda
     Concorrente immune dalle nomination
     Concorrente in nomination
     Concorrente salvato
     Concorrente finalista

| Preferito/a della casa | Preferito/a della casa | Nessuno                     | Nessuno                     | Nessuno                     | Nessuno                       | Nessuno                       | Kikò                                       | Kikò                                       | Daniele Enrico                    | Daniele Enrico                    | Kikò                  | Kikò                  | Gianmarco                    | Gianmarco                    | Nessuno                | Nessuno                | Nessuno                       | Nessuno                     | Nessuno                     | Nessuno                                          | Nessuno                                          | Nessuno                                          | Nessuno                                          | Nessuno                                   | Nessuno                                   |    |  |  |  |
|                        |                        |                             |                             |                             |                               |                               |                                            |                                            |                                   |                                   |                       |                       |                              |                              |                        |                        |                               |                             |                             |                                                  |                                                  |                                                  |                                                  |                                           |                                           |    |  |  |  |
| Martina                | Martina                | Non votante                 | Non votante                 | Non votante                 | Ambra                         | 0                             | Mila                                       | 0                                          | Mila                              | 0                                 | Gianmarco Mila        | 3                     | Enrico Gaetano               | 0                            | Gianmarco Michael      | 5                      | Salvata                       | Erica Kikò                  | 0                           | Nominata                                         | Non votante                                      | Non votante                                      | Non votante                                      | Vincitrice (Giorno 64)                    | Vincitrice (Giorno 64)                    | 8  |  |  |  |
| Enrico                 | Enrico                 | Angela                      | Angela                      | Angela                      | Michael                       | 2                             | Michael                                    | 1                                          | Immune                            | Immune                            | Martina Mila          | 2                     | Gaetano Serena               | 1                            | Francesca Martina      | 2                      | Nominato                      | Francesca Michael           | 3                           | Immune                                           | Michael                                          | Immune                                           | Nominato                                         | Secondo classificato (Giorno 64)          | Secondo classificato (Giorno 64)          | 11 |  |  |  |
| Gianmarco              | Gianmarco              | Angela                      | Angela                      | Angela                      | Cristian                      | 2                             | Cristian                                   | 1                                          | Daniele                           | 0                                 | Martina Mila          | 1                     | Immune                       | Immune                       | Martina Serena         | 1                      | Salvato                       | Francesca Kikò              | 0                           | Immune                                           | Enrico                                           | Non votante                                      | Non votante                                      | Terzo classificato (Giorno 64)            | Terzo classificato (Giorno 64)            | 5  |  |  |  |
| Daniele                | Daniele                | Non votante                 | Non votante                 | Non votante                 | Non votante                   | Non votante                   | Gianmarco                                  | 2                                          | Cristian                          | 3                                 | Erica Mila            | 1                     | Erica Gaetano                | 0                            | Erica Serena           | 0                      | Salvato                       | Enrico Erica                | 1                           | Immune                                           | Salvato                                          | Nominato                                         | Non votante                                      | Quarto classificato (Giorno 64)           | Quarto classificato (Giorno 64)           | 7  |  |  |  |
| Gennaro                | Gennaro                | Audrey                      | Audrey                      | Audrey                      | Enrico                        | 1                             | Michael                                    | 0                                          | Serena                            | 0                                 | Mila Serena           | 1                     | Erica Serena                 | 0                            | Enrico Serena          | 2                      | Enrico                        | Non votante                 | Non votante                 | Non votante                                      | Non votante                                      | Non votante                                      | Non votante                                      | Quinto classificato (Giorno 64)           | Quinto classificato (Giorno 64)           | 4  |  |  |  |
| Erica                  | Erica                  | Nominata                    | Nominata                    | Nominata                    | Non votante                   | Non votante                   | Mila                                       | 1                                          | Mila                              | 0                                 | Daniele Mila          | 3                     | Gaetano Michael              | 3                            | Gennaro Michael        | 2                      | Salvata                       | Michael Valentina           | 5                           | Valentina                                        | Immune                                           | Immune                                           | Nominata                                         | Eliminate (Giorno 64)                     | Eliminate (Giorno 64)                     | 14 |  |  |  |
| Francesca              | Francesca              | Non in casa                 | Non in casa                 | Non in casa                 | Immune                        | Immune                        | Mila                                       | 1                                          | Mila                              | 0                                 | Mila Serena           | 0                     | Michael Serena               | 0                            | Enrico Serena          | 1                      | Salvata                       | Enrico Valentina            | 2                           | Salvata                                          | Immune                                           | Nominata                                         | Nominata                                         | Eliminate (Giorno 64)                     | Eliminate (Giorno 64)                     | 4  |  |  |  |
| Michael                | Michael                | Audrey                      | Audrey                      | Audrey                      | Enrico                        | 1                             | Enrico                                     | 2                                          | Mila                              | 0                                 | Erica Mila            | 0                     | Gaetano Serena               | 3                            | Martina Serena         | 4                      | Salvato                       | Enrico Erica                | 2                           | Immune                                           | Nominato                                         | Eliminato (Giorno 57)                            | Eliminato (Giorno 57)                            | Eliminato (Giorno 57)                     | Eliminato (Giorno 57)                     | 12 |  |  |  |
| Valentina              | Valentina              | Non votante                 | Non votante                 | Non votante                 | Ivana                         | 1                             | Mila                                       | 0                                          | Mila                              | 0                                 | Erica Mila            | 0                     | Gaetano Serena               | 0                            | Martina Michael        | 0                      | Kikò                          | Erica Kikò                  | 2                           | Martina                                          | Eliminata (Giorno 57)                            | Eliminata (Giorno 57)                            | Eliminata (Giorno 57)                            | Eliminata (Giorno 57)                     | Eliminata (Giorno 57)                     | 3  |  |  |  |
| Kikò                   | Kikò                   | Angela                      | Angela                      | Angela                      | Gennaro                       | 0                             | Immune                                     | Immune                                     | Mila                              | 1                                 | Immune                | Immune                | Erica Gaetano                | 1                            | Erica Martina          | 0                      | Gennaro                       | Daniele Erica               | 3                           | Eliminato (Giorno 57)                            | Eliminato (Giorno 57)                            | Eliminato (Giorno 57)                            | Eliminato (Giorno 57)                            | Eliminato (Giorno 57)                     | Eliminato (Giorno 57)                     | 5  |  |  |  |
| Serena                 | Serena                 | Non votante                 | Non votante                 | Non votante                 | Ambra                         | 2                             | Erica                                      | 0                                          | Daniele                           | 1                                 | Enrico Gennaro        | 2                     | Gaetano Michael              | 6                            | Gennaro Michael        | 5                      | Eliminata (Giorno 50)         | Eliminata (Giorno 50)       | Eliminata (Giorno 50)       | Eliminata (Giorno 50)                            | Eliminata (Giorno 50)                            | Eliminata (Giorno 50)                            | Eliminata (Giorno 50)                            | Eliminata (Giorno 50)                     | Eliminata (Giorno 50)                     | 16 |  |  |  |
| Gaetano                | Gaetano                | Angela                      | Angela                      | Angela                      | Gianmarco                     | 0                             | Daniele                                    | 0                                          | Mila                              | 0                                 | Martina Mila          | 1                     | Kikò Serena                  | 8                            | Eliminato (Giorno 43)  | Eliminato (Giorno 43)  | Eliminato (Giorno 43)         | Eliminato (Giorno 43)       | Eliminato (Giorno 43)       | Eliminato (Giorno 43)                            | Eliminato (Giorno 43)                            | Eliminato (Giorno 43)                            | Eliminato (Giorno 43)                            | Eliminato (Giorno 43)                     | Eliminato (Giorno 43)                     | 9  |  |  |  |
| Mila                   | Mila                   | Non votante                 | Non votante                 | Non votante                 | Serena                        | 1                             | Ivana                                      | 5                                          | Kikò                              | 7                                 | Enrico Gaetano        | 10                    | Eliminata (Giorno 36)        | Eliminata (Giorno 36)        | Eliminata (Giorno 36)  | Eliminata (Giorno 36)  | Eliminata (Giorno 36)         | Eliminata (Giorno 36)       | Eliminata (Giorno 36)       | Eliminata (Giorno 36)                            | Eliminata (Giorno 36)                            | Eliminata (Giorno 36)                            | Eliminata (Giorno 36)                            | Eliminata (Giorno 36)                     | Eliminata (Giorno 36)                     | 23 |  |  |  |
| Jessica                | Jessica                | Non votante                 | Non votante                 | Non votante                 | Mila                          | 0                             | Francesca                                  | 0                                          | Non in casa                       | Non in casa                       | Ritirata (Giorno 29)  | Ritirata (Giorno 29)  | Ritirata (Giorno 29)         | Ritirata (Giorno 29)         | Ritirata (Giorno 29)   | Ritirata (Giorno 29)   | Ritirata (Giorno 29)          | Ritirata (Giorno 29)        | Ritirata (Giorno 29)        | Ritirata (Giorno 29)                             | Ritirata (Giorno 29)                             | Ritirata (Giorno 29)                             | Ritirata (Giorno 29)                             | Ritirata (Giorno 29)                      | Ritirata (Giorno 29)                      | 0  |  |  |  |
| Cristian               | Cristian               | Audrey                      | Audrey                      | Audrey                      | Gianmarco                     | 1                             | Daniele                                    | 1                                          | Daniele                           | 1                                 | Eliminato (Giorno 29) | Eliminato (Giorno 29) | Eliminato (Giorno 29)        | Eliminato (Giorno 29)        | Eliminato (Giorno 29)  | Eliminato (Giorno 29)  | Eliminato (Giorno 29)         | Eliminato (Giorno 29)       | Eliminato (Giorno 29)       | Eliminato (Giorno 29)                            | Eliminato (Giorno 29)                            | Eliminato (Giorno 29)                            | Eliminato (Giorno 29)                            | Eliminato (Giorno 29)                     | Eliminato (Giorno 29)                     | 3  |  |  |  |
| Ivana                  | Ivana                  | Non votante                 | Non votante                 | Non votante                 | Valentina                     | 1                             | Mila                                       | 1                                          | Eliminata (Giorno 22)             | Eliminata (Giorno 22)             | Eliminata (Giorno 22) | Eliminata (Giorno 22) | Eliminata (Giorno 22)        | Eliminata (Giorno 22)        | Eliminata (Giorno 22)  | Eliminata (Giorno 22)  | Eliminata (Giorno 22)         | Eliminata (Giorno 22)       | Eliminata (Giorno 22)       | Eliminata (Giorno 22)                            | Eliminata (Giorno 22)                            | Eliminata (Giorno 22)                            | Eliminata (Giorno 22)                            | Eliminata (Giorno 22)                     | Eliminata (Giorno 22)                     | 2  |  |  |  |
| Ambra                  | Ambra                  | Non votante                 | Non votante                 | Non votante                 | Serena                        | 2                             | Eliminata (Giorno 16)                      | Eliminata (Giorno 16)                      | Eliminata (Giorno 16)             | Eliminata (Giorno 16)             | Eliminata (Giorno 16) | Eliminata (Giorno 16) | Eliminata (Giorno 16)        | Eliminata (Giorno 16)        | Eliminata (Giorno 16)  | Eliminata (Giorno 16)  | Eliminata (Giorno 16)         | Eliminata (Giorno 16)       | Eliminata (Giorno 16)       | Eliminata (Giorno 16)                            | Eliminata (Giorno 16)                            | Eliminata (Giorno 16)                            | Eliminata (Giorno 16)                            | Eliminata (Giorno 16)                     | Eliminata (Giorno 16)                     | 2  |  |  |  |
| Audrey                 | Audrey                 | Non votante                 | Non votante                 | 3                           | Eliminata (Giorno 8)          | Eliminata (Giorno 8)          | Eliminata (Giorno 8)                       | Eliminata (Giorno 8)                       | Eliminata (Giorno 8)              | Eliminata (Giorno 8)              | Eliminata (Giorno 8)  | Eliminata (Giorno 8)  | Eliminata (Giorno 8)         | Eliminata (Giorno 8)         | Eliminata (Giorno 8)   | Eliminata (Giorno 8)   | Eliminata (Giorno 8)          | Eliminata (Giorno 8)        | Eliminata (Giorno 8)        | Eliminata (Giorno 8)                             | Eliminata (Giorno 8)                             | Eliminata (Giorno 8)                             | Eliminata (Giorno 8)                             | Eliminata (Giorno 8)                      | Eliminata (Giorno 8)                      | 3  |  |  |  |
| Angela                 | Angela                 | Non votante                 | 4                           | Eliminata (Giorno 1)        | Eliminata (Giorno 1)          | Eliminata (Giorno 1)          | Eliminata (Giorno 1)                       | Eliminata (Giorno 1)                       | Eliminata (Giorno 1)              | Eliminata (Giorno 1)              | Eliminata (Giorno 1)  | Eliminata (Giorno 1)  | Eliminata (Giorno 1)         | Eliminata (Giorno 1)         | Eliminata (Giorno 1)   | Eliminata (Giorno 1)   | Eliminata (Giorno 1)          | Eliminata (Giorno 1)        | Eliminata (Giorno 1)        | Eliminata (Giorno 1)                             | Eliminata (Giorno 1)                             | Eliminata (Giorno 1)                             | Eliminata (Giorno 1)                             | Eliminata (Giorno 1)                      | Eliminata (Giorno 1)                      | 4  |  |  |  |
|                        |                        |                             |                             |                             |                               |                               |                                            |                                            |                                   |                                   |                       |                       |                              |                              |                        |                        |                               |                             |                             |                                                  |                                                  |                                                  |                                                  |                                           |                                           |    |  |  |  |
| Annotazioni            | Annotazioni            | [ 7 ] [ 8 ]                 | [ 7 ] [ 8 ]                 | [ 7 ] [ 8 ]                 | [ 9 ] [ 10 ]                  | [ 9 ] [ 10 ]                  | [ 11 ] [ 12 ] [ 13 ]                       | [ 11 ] [ 12 ] [ 13 ]                       | [ 14 ] [ 15 ]                     | [ 14 ] [ 15 ]                     | [ 16 ] [ 17 ]         | [ 16 ] [ 17 ]         | [ 18 ] [ 19 ]                | [ 18 ] [ 19 ]                | [ 20 ] [ 21 ]          | [ 20 ] [ 21 ]          | [ 22 ] [ 23 ] [ 24 ] [ 25 ]   | [ 22 ] [ 23 ] [ 24 ] [ 25 ] | [ 22 ] [ 23 ] [ 24 ] [ 25 ] | [ 26 ] [ 27 ] [ 28 ] [ 29 ] [ 30 ] [ 31 ] [ 32 ] | [ 26 ] [ 27 ] [ 28 ] [ 29 ] [ 30 ] [ 31 ] [ 32 ] | [ 26 ] [ 27 ] [ 28 ] [ 29 ] [ 30 ] [ 31 ] [ 32 ] | [ 26 ] [ 27 ] [ 28 ] [ 29 ] [ 30 ] [ 31 ] [ 32 ] | [ 33 ] [ 34 ] [ 35 ] [ 36 ] [ 37 ] [ 38 ] | [ 33 ] [ 34 ] [ 35 ] [ 36 ] [ 37 ] [ 38 ] |    |  |  |  |
| Nominati               | Nominati               | Audrey Erica                | Audrey Erica                | Audrey Erica                | Ambra Enrico Gianmarco Serena | Ambra Enrico Gianmarco Serena | Daniele Erica Francesca Ivana Michael Mila | Daniele Erica Francesca Ivana Michael Mila | Cristian Daniele Kikò Mila Serena | Cristian Daniele Kikò Mila Serena | Erica Martina Mila    | Erica Martina Mila    | Erica Gaetano Michael Serena | Erica Gaetano Michael Serena | Martina Michael Serena | Martina Michael Serena | Enrico Gennaro Kikò Valentina | Enrico Erica Kikò           | Enrico Erica Kikò           | Erica Martina Valentina                          | Enrico Gianmarco Michael                         | Daniele Francesca                                | Enrico Erica Francesca                           | Gennaro Gianmarco                         | Daniele Martina                           |    |  |  |  |
| Nominati               | Nominati               | Audrey Erica                | Audrey Erica                | Audrey Erica                | Ambra Enrico Gianmarco Serena | Ambra Enrico Gianmarco Serena | Daniele Erica Francesca Ivana Michael Mila | Daniele Erica Francesca Ivana Michael Mila | Cristian Daniele Kikò Mila Serena | Cristian Daniele Kikò Mila Serena | Erica Martina Mila    | Erica Martina Mila    | Erica Gaetano Michael Serena | Erica Gaetano Michael Serena | Martina Michael Serena | Martina Michael Serena | Enrico Gennaro Kikò Valentina | Enrico Erica Kikò           | Enrico Erica Kikò           | Erica Martina Valentina                          | Enrico Gianmarco Michael                         | Daniele Francesca                                | Enrico Erica Francesca                           | Enrico Gianmarco Martina                  | Enrico Martina                            |    |  |  |  |
| Ritirati               | Ritirati               | Nessuno                     | Nessuno                     | Nessuno                     | Nessuno                       | Nessuno                       | Nessuno                                    | Nessuno                                    | Nessuno                           | Nessuno                           | Jessica               | Jessica               | Nessuno                      | Nessuno                      | Nessuno                | Nessuno                | Nessuno                       | Nessuno                     | Nessuno                     | Nessuno                                          | Nessuno                                          | Nessuno                                          | Nessuno                                          | Nessuno                                   | Nessuno                                   |    |  |  |  |
| Espulsi                | Espulsi                | Nessuno                     | Nessuno                     | Nessuno                     | Nessuno                       | Nessuno                       | Nessuno                                    | Nessuno                                    | Nessuno                           | Nessuno                           | Nessuno               | Nessuno               | Nessuno                      | Nessuno                      | Nessuno                | Nessuno                | Nessuno                       | Nessuno                     | Nessuno                     | Nessuno                                          | Nessuno                                          | Nessuno                                          | Nessuno                                          | Nessuno                                   | Nessuno                                   |    |  |  |  |
| Eliminati              | Eliminati              | Angela 4 voti per eliminare | Angela 4 voti per eliminare | Angela 4 voti per eliminare | Ambra 34% per eliminare       | Ambra 34% per eliminare       | Ivana 14% per salvare                      | Ivana 14% per salvare                      | Cristian 14% per salvare          | Cristian 14% per salvare          | Mila 30% per salvare  | Mila 30% per salvare  | Gaetano 16% per salvare      | Gaetano 16% per salvare      | Serena 25% per salvare | Serena 25% per salvare | Gennaro 39% per la finale     | Kikò 28% per salvare        | Kikò 28% per salvare        | Martina 51% per la finale                        | Gianmarco 39% per la finale                      | Daniele 77% per la finale                        | Enrico 44% per la finale                         | Gennaro 60% per eliminare                 | Daniele 81% per eliminare                 |    |  |  |  |
| Eliminati              | Eliminati              | Angela 4 voti per eliminare | Angela 4 voti per eliminare | Angela 4 voti per eliminare | Ambra 34% per eliminare       | Ambra 34% per eliminare       | Ivana 14% per salvare                      | Ivana 14% per salvare                      | Cristian 14% per salvare          | Cristian 14% per salvare          | Mila 30% per salvare  | Mila 30% per salvare  | Gaetano 16% per salvare      | Gaetano 16% per salvare      | Serena 25% per salvare | Serena 25% per salvare | Gennaro 39% per la finale     | Kikò 28% per salvare        | Kikò 28% per salvare        | Martina 51% per la finale                        | Gianmarco 39% per la finale                      | Daniele 77% per la finale                        | Erica 38% per la finale                          | Gianmarco 22% per vincere                 | Enrico 40% per vincere                    |    |  |  |  |
| Eliminati              | Eliminati              | Audrey 59% per eliminare    | Audrey 59% per eliminare    | Audrey 59% per eliminare    | Ambra 34% per eliminare       | Ambra 34% per eliminare       | Ivana 14% per salvare                      | Ivana 14% per salvare                      | Cristian 14% per salvare          | Cristian 14% per salvare          | Mila 30% per salvare  | Mila 30% per salvare  | Gaetano 16% per salvare      | Gaetano 16% per salvare      | Serena 25% per salvare | Serena 25% per salvare | Gennaro 39% per la finale     | Kikò 28% per salvare        | Kikò 28% per salvare        | Valentina 17% per la finale                      | Michael 25% per la finale                        | Daniele 77% per la finale                        | Francesca 18% per la finale                      | Martina 60% per vincere                   | Martina 60% per vincere                   |    |  |  |  |

## Cronologia degli episodi
- Giorno 1: Tutti i concorrenti entrano in casa ad eccezione di Alberico Lemme e delle sorelle De Andrè, il cui ingresso è rimandato alla puntata del 15 aprile. Vengono effettuate le nomination, questa settimana sono nominabili soltanto Angela e Audrey: la più votata deve lasciare subito la casa mentre l'altra andrà in nomination contro Erica, già precedentemente nominata da Daniele. Angela con quattro voti ricevuti deve abbandonare la casa, mentre Audrey ed Erica vanno in nomination.
- Giorno 8: Durante la puntata del 15 aprile, Lemme entra nella casa e viene spiegato che non sarà un concorrente ufficiale ma che sarà ospite della casa a tempo indeterminato. Fabrizia De André rinuncia all'ingresso nella casa, facendo entrare la sorella Francesca come concorrente singola.
- Giorno 9: A causa di una lite fra l'ospite Lemme e la concorrente Valentina, i ragazzi capitanati da Kikò inducono uno sciopero del silenzio chiedendo alla produzione di prendere provvedimenti nei confronti di Lemme.
- Giorno 15: Per far loro uno scherzo, il Grande Fratello non avvisa i ragazzi che la messa in onda è stata posticipata al martedì. Barbara D'Urso durante le prove generali della terza puntata si collega con la casa e avvisa i concorrenti della burla.
- Giorno 16: Durante la puntata del 23 aprile viene annunciato ai concorrenti che Lemme non è un concorrente ufficiale della casa e che prenderà parte ad un televoto flash per far decidere al pubblico se merita di restare o meno nella casa. Con il 54% dei voti Lemme può restare.
- Giorno 19: Jessica sviene a causa di un malore e lascia la casa in maniera temporanea.
- Giorno 22: Durante la puntata del 29 aprile Guendalina Canessa, già concorrente della settima edizione,  entra ufficialmente nella casa come ospite. Inoltre, tramite comunicato del Grande Fratello, l'ospite Lemme deve immediatamente lasciare la casa.
- Giorno 29: Durante la puntata del 6 maggio, allo scoccare della mezzanotte, per festeggiare il compleanno di Barbara D'Urso, Cristiano Malgioglio e la festeggiata presentano il nuovo singolo Dolceamaro mostrando il video e la coreografia ufficiale ai ragazzi. Tramite comunicato viene annunciato che la concorrente Jessica non può rientrare ufficialmente in casa a causa di problemi di salute.
- Giorno 42: Durante la puntata del 20 maggio entra nella casa come ospite per una settimana Vladimir Luxuria.
- Giorno 49: In occasione delle elezioni europee e amministrative i concorrenti, scortati dalla produzione, escono dalla casa e si recano al proprio seggio per esprimere la propria preferenza, per poi tornare immediatamente nella casa di Cinecittà.
- Giorno 50: Nel corso dell'ottava puntata vi è la proclamazione del primo finalista (in casa pensano si tratti di una semplice nomination). Valentina, tramite meccanismo a sorte, viene designata ad andare direttamente in nomination. Successivamente, viene chiesto a Valentina di scegliere chi dovrà sfidare per la nomination, facendo partire una catena: la ragazza nomina Kikò, che a sua volta sceglie Gennaro. I tre di comune accordo devono scegliere un quarto nominato, ossia Enrico. Tra i 4 nominati Gennaro vince il televoto flash e diventa il primo finalista. Taylor Mega entra nella casa come ospite a tempo determinato.
- Giorno 57: Nel corso della nona puntata vengono proclamati altri 3 finalisti e si susseguono tre eliminazioni. Dopo la prima eliminazione, si procede con le altre due con Nomination a sorpresa per i concorrenti della casa. Tramite meccanismo a sorte, viene designato un concorrente ad andare direttamente in nomination. Successivamente, viene chiesto alla nominata disegnata di scegliere chi dovrà sfidare per la nomination, facendo partire una catena per le nomination. Alla fine 3 persone andranno in nomination ove il vincitore del televoto sarà proclamato secondo finalista mentre il meno votato sarà eliminato. Nella seconda eliminazione solo donne, nella terza eliminazione invece solo uomini. Per decretare il 4° finalista i salvati della seconda e della terza eliminazione si affrontano al televoto. Dopo la proclamazione dei 4 finalisti, gli ultimi 3 andranno al televoto per tutta la settimana per decidere il quinto ed ultimo finalista, mentre gli altri 2 saranno eliminati.
- Giorno 64: Dopo che Martina ed Enrico spengono le luci della casa, Barbara lascia lo studio per avviarsi dentro la casa. All'arrivo dei finalisti Martina ed Enrico trovano lo studio senza la conduttrice e senza i concorrenti eliminati. Barbara a quel punto entra nella Casa e come accadde dalla terza alla quinta edizione del programma, ma in maniera opposta, annuncia dalla Casa il nome del vincitore.
- Giorno 64: Per la seconda volta in 16 edizioni ci sono ben 4 uomini in finale, ciò nonostante a vincere fu l'unica donna (su 5 finalisti) arrivata in finale, e cioè Martina. è la seconda volta che accade questo evento, la prima fu nella quattordicesima edizione dove vinse Federica.

## Ospiti
| Puntata    | Messa in onda  | Ospiti                                     |
| ---------- | -------------- | ------------------------------------------ |
| 1          | 8 aprile 2019  | –                                          |
| 2          | 15 aprile 2019 | Delia Duran, Karina Cascella               |
| 3          | 23 aprile 2019 | Alex Belli                                 |
| 4          | 29 aprile 2019 | Guendalina Tavassi                         |
| 5          | 6 maggio 2019  | Daniele Interrante                         |
| 6          | 13 maggio 2019 | Francesca Cipriani                         |
| 7          | 20 maggio 2019 | –                                          |
| 8          | 27 maggio 2019 | –                                          |
| Semifinale | 3 giugno 2019  | Simone Coccia Colaiuta, Stefania Pezzopane |
| Finale     | 10 giugno 2019 | Taylor Mega, Bobby Solo, Veronica Satti    |

## Ascolti

### Prima serata
| Puntata    | Messa in onda  | Telespettatori | Share  |
| ---------- | -------------- | -------------- | ------ |
| 1          | 8 aprile 2019  | 3 405 000      | 19,34% |
| 2          | 15 aprile 2019 | 2 873 000      | 17,06% |
| 3          | 23 aprile 2019 | 2 959 000      | 17,71% |
| 4          | 29 aprile 2019 | 3 202 000      | 19,32% |
| 5          | 6 maggio 2019  | 3 233 000      | 19,38% |
| 6          | 13 maggio 2019 | 3 142 000      | 18,25% |
| 7          | 20 maggio 2019 | 3 404 000      | 20,75% |
| 8          | 27 maggio 2019 | 3 681 000      | 22,44% |
| Semifinale | 3 giugno 2019  | 3 366 000      | 20,97% |
| Finale     | 10 giugno 2019 | 3 301 000      | 22,22% |
| Media      | Media          | 3 257 000      | 19,74% |

### GF Night
| Puntata    | Messa in onda  | Telespettatori | Share  |
| ---------- | -------------- | -------------- | ------ |
| 1          | 8 aprile 2019  | 1 372 000      | 26,50% |
| 2          | 15 aprile 2019 | 1 100 000      | 22,40% |
| 3          | 23 aprile 2019 | 1 216 000      | 25,10% |
| 4          | 29 aprile 2019 | 1 224 000      | 24,80% |
| 5          | 6 maggio 2019  | 1 389 000      | 26,70% |
| 6          | 13 maggio 2019 | 1 230 000      | 24,30% |
| 7          | 20 maggio 2019 | 1 085 000      | 23,90% |
| 8          | 27 maggio 2019 | 1 791 000      | 33,90% |
| Semifinale | 3 giugno 2019  | 1 674 000      | 33,50% |
| Finale     | 10 giugno 2019 | 1 225 000      | 31,00% |
| Media      | Media          | 1 330 000      | 27,21% |

### Ascolti giornalieri
Canale 5
In questa tabella sono indicati i risultati in termini di ascolto della striscia quotidiana andata in onda dal lunedì al venerdì su Canale 5 alle 16:10.

| Canale 5          | Settimana 1      | Settimana 2      | Settimana 3      | Settimana 4      | Settimana 5      | Settimana 6      | Settimana 7      | Settimana 8      | Settimana 9      |
| ----------------- | ---------------- | ---------------- | ---------------- | ---------------- | ---------------- | ---------------- | ---------------- | ---------------- | ---------------- |
| Martedì           | 2 102 000 21,10% | 2 077 000 20,90% | 2 158 000 18,30% | 2 040 000 19,90% | 1 956 000 19,90% | 2 139 000 20,50% | 2 192 000 21,30% | 2 389 000 19,80% | 1 992 000 21,70% |
| Mercoledì         | 2 162 000 21,20% | 2 119 000 21,60% | 2 044 000 18,45% | 1 652 000 14,50% | 2 183 000 20,20% | 2 310 000 20,90% | 2 147 000 21,80% | 2 219 000 19,80% | 1 775 000 19,40% |
| Giovedì           | 2 209 000 21,00% | 2 044 000 20,20% | 1 700 000 14,00% | 1 853 000 18,70% | 1 968 000 19,50% | 2 175 000 20,70% | 2 113 000 19,50% | 2 030 000 20,00% | 1 743 000 19,20% |
| Venerdì           | 2 078 000 20,70% | 1 722 000 17,70% | 2 042 000 18,10% | 1 956 000 18,40% | 1 928 000 19,80% | 2 108 000 19,80% | 1 891 000 17,74% | 2 002 000 19,10% | 1 865 000 19,90% |
| Lunedì            | 2 149 000 21,20% | 951 000 8,80%    | 2 135 000 19,56% | 2 202 000 21,00% | 2 387 000 21,70% | 2 399 000 22,94% | 2 500 000 21,20% | 1 882 000 20,40% | 1 938 000 17,80% |
| Media Settimanale | 2 140 000 21,00% | 1 783 000 17,80% | 2 015 800 17,70% | 1 940 600 18,50% | 2 084 000 20,22% | 2 226 200 20,96% | 2 168 600 20,30% | 2 104 400 19,82% | 1 865 000 19,90% |
| Media Finale      | 2 036 100 19,54% | 2 036 100 19,54% | 2 036 100 19,54% | 2 036 100 19,54% | 2 036 100 19,54% | 2 036 100 19,54% | 2 036 100 19,54% | 2 036 100 19,54% | 2 036 100 19,54% |

Italia 1
In questa tabella sono indicati i risultati in termini di ascolto delle strisce quotidiane andate in onda dal lunedì al venerdì su Italia 1 alle 13:00 e alle 19:15.

| Italia 1          | Settimana 1   | Settimana 2   | Settimana 3   | Settimana 4   | Settimana 5   | Settimana 6   | Settimana 7   | Settimana 8   | Settimana 9   |
| ----------------- | ------------- | ------------- | ------------- | ------------- | ------------- | ------------- | ------------- | ------------- | ------------- |
| Martedì           | non in onda   | non in onda   | 598 000 3,90% | 638 000 4,80% | 482 500 3,60% | 573 500 4,05% | 520 500 3,85% | 535 500 3,75% | 486 500 3,85% |
| Mercoledì         | 689 000 5,20% | Non in onda   | 606 000 4,20% | 541 000 3,90% | 500 500 3,65% | 484 500 3,40% | 502 000 3,85% | 556 500 4,00% | 538 000 4,30% |
| Giovedì           | 774 000 5,70% | 724 000 5,20% | 619 000 4,30% | 763 000 8,10% | 497 500 3,70% | 525 500 3,80% | 503 000 3,80% | 507 000 3,85% | 466 500 3,70% |
| Venerdì           | 656 000 5,00% | 623 000 4,60% | 552 000 4,00% | 561 000 4,10% | 492 500 3,75% | 502 500 3,75% | 482 000 3,70% | 463 000 3,60% | 495 500 4,00% |
| Lunedì            | 829 000 6,20% | 647 000 5,30% | 592 500 4,20% | 578 500 4,10% | 597 000 4,10% | 599 500 4,25% | 565 000 3,50% | 583 500 4,45% | 523 000 3,85% |
| Media Settimanale | 737 000 5,50% | 665 000 5,00% | 593 500 4,10% | 616 300 5,00% | 514 000 3,76% | 537 100 3,85% | 514 500 3,74% | 529 100 3,93% | 501 900 3,94% |
| Media Finale      | 512 270 4,31% | 512 270 4,31% | 512 270 4,31% | 512 270 4,31% | 512 270 4,31% | 512 270 4,31% | 512 270 4,31% | 512 270 4,31% | 512 270 4,31% |